# Chuma
Chuma (bulgariska: Хума) är ett distrikt i Bulgarien.   Det ligger i kommunen Samuil och regionen Razgrad, i den nordöstra delen av landet, 290 km öster om huvudstaden Sofia.